# Armija BIH
Armija BIH (Bosnien Hercegovinas Hær) blev stiftet i begyndelsen af 1992 da de Bosniske Serbere støttet af Serbien begyndte deres aggression mod Bosnien-Hercegovina. Armija BIH bestod af 1. Korps hovedkvarter i Sarajevo, 2. Korps hovedkvarter i Tuzla, 3. Korps hovedkvarter i Zenica, 4. Korps hovedkvarter i Mostar, 5. korps hovedkvarter i Bihac, 6. korps hovedkvarter i Konjic, 7. korps hovedkvarter i Travnik (blev oprettet 26. februar 1994). 
1 Korps blev ledet af Mustafa Hajrulahovic Talijan/Vahid Karavelić/Nedzad Ajnadzic
3 Korps blev ledet af Mehmed Alagić
4 Korps blev ledet af Arif Pasalic hans efterfølger Sulejman Budaković
5 Korps blev ledet af Atif Dudaković
6 Korps blev ledet af Galib Hodzic
7 Korps blev ledet af Mehmed Alagić
Armija BIH bestod hovedsageligt af frivillige som ikke havde nogen kamperfaring. Der er ikke noget helt præcist tal på hvor mange der var i Armija BIH, men det drejer sig om cirka 250.000 soldater.